# Lund (Nevada)
Lund es un lugar designado por el censo en el condado de White Pine en el estado estadounidense de Nevada.

## Geografía
Lund se encuentra ubicado en las coordenadas 38°51′22″N 115°0′22″O / 38.85611, -115.00611.